# ماريا فاغنر
ماريا فاغنر (بالإنجليزية: Maria Wagner)‏ هي مخرجة أمريكية، ولدت في 1949.

## وصلات خارجية
- ماريا فاغنر على موقع IMDb (الإنجليزية)